# Ludwik Sforza
Ludovico Sforza, zwany Ludovico Il Moro lub Maur, znany także jako Ermelino (z wł. gronostaj), (ur. 27 lipca 1452 w Vigevano, zm. 27 maja 1508 w zamku Loches) – książę Mediolanu w latach 1494–1499, syn Franciszka I Sforzy. Młodszy brat Galeazzo Marii Sforzy.
Jego nauczycielem był humanista Francesco Filelfo. W latach 1480–94 Ludwik sprawował władzę jako regent małoletniego bratanka Gian Galeazzo Sforzy (ojca Bony Sforzy), a po jego śmierci został księciem Mediolanu. Był jednym z inspiratorów wyprawy króla Francji Karola VIII do Włoch z lat 1494–1495, która zapoczątkowała wieloletnie wojny włoskie. Początkowo był w sojuszu z Francją; gdy jednak Karol VIII w 1495 zajął Królestwo Neapolu, Ludovico przeszedł na stronę jego przeciwników, co zmusiło Karola do opuszczenia Włoch. W 1499 roku został pozbawiony władzy przez kolejnego króla Francji Ludwika XII, popieranego przez Wenecję. Na krótko odzyskał władzę w Mediolanie, jednak w kwietniu tego roku Francuzi raz jeszcze opanowali Księstwo, a sam Ludovico został przez nich ujęty i do śmierci więziony w zamku Loches w Turenii.
W 1491 roku poślubił Beatrice d’Este, córkę księcia Ferrary. Przydomek Maura nadano mu ze względu na śniadą cerę oraz jedno z jego imion (Mauro). Uchodził on za bezwzględnego, chciwego i ambitnego władcę, ale jednocześnie inteligentnego i pragmatycznego. Za jego panowania mediolański dwór stał się najświetniejszy w Europie, pracowali dla niego architekt Bramante i Leonardo da Vinci, który sportretował jego kochankę Cecylię Gallerani na obrazie Dama z gronostajem oraz nieślubną córkę Biankę na portrecie zwanym La Bella Principessa (pochodzącym prawdopodobnie z egzemplarza Sforziady przechowywanego w Bibliotece Narodowej w Warszawie).
Finansował budowy kanałów i fortyfikacji oraz urządzał wielkie festyny. Aby zwiększyć prestiż Mediolanu sprowadzał do miasta uczonych i artystów. Jego marzeniem było sfinansowanie pomnika konnego upamiętniającego jego ojca Franciszka.
Na portretach renesansowych był ukazywany jako krzepki i otyły mężczyzna o obfitym podbródku.